# (467249) 2016 ER172
(467249) 2016 ER172 es un asteroide perteneciente al cinturón de asteroides, descubierto el 27 de marzo de 1995 por el equipo Spacewatch desde el Observatorio Nacional de Kitt Peak (Arizona, Estados Unidos).